# Thomas Röhler
Thomas Röhler (n. 30 septembrie 1991, Jena, Germania) este un aruncător de suliță german, medaliat olimpic. A participat la o ediție a Jocurilor Olimpice (2016) în care a câștigat o medalie de aur.

## Palmares
| An   | Competiție                        | Locație                   | Loc | Note    |
| ---- | --------------------------------- | ------------------------- | --- | ------- |
| 2010 | Campionatul Mondial de Juniori    | Moncton, Canada           | 9   | 69,93 m |
| 2011 | Campionatul European de Tineret   | Ostrava, Cehia            | 7   | 78,20 m |
| 2012 | Campionatul European              | Helsinki, Finlanda        | 13  | 78,89 m |
| 2013 | Cupa Europei la aruncări de iarnă | Castellón, Spania         | 2   | 81,87 m |
| 2013 | Campionatul European pe Echipe    | Gateshead, Marea Britanie | 2   | 83,31 m |
| 2013 | Campionatul European de Tineret   | Tampere, Finlanda         | 3   | 81,74 m |
| 2013 | Campionatul Mondial               | Moscova, Rusia            | 29  | 74,45 m |
| 2014 | Cupa Europei la aruncări de iarnă | Leiria, Portugalia        | 2   | 81,17 m |
| 2014 | Campionatul European              | Zürich, Elveția           | 12  | 70,31 m |
| 2015 | Cupa Europei la aruncări de iarnă | Leiria, Portugalia        | 2   | 81,83 m |
| 2015 | Campionatul Mondial               | Beijing, China            | 4   | 87,41 m |
| 2016 | Campionatul European              | Amsterdam, Țările de Jos  | 5   | 80,78 m |
| 2016 | Jocurile Olimpice                 | Rio de Janeiro, Brazilia  | 1   | 90,30 m |
| 2017 | Campionatul European pe Echipe    | Lille, Franța             | 3   | 84,22 m |
| 2017 | Campionatul Mondial               | Londra, Marea Britanie    | 4   | 88,26 m |
| 2018 | Campionatul European              | Berlin, Germania          | 1   | 89,47 m |
| 2018 | Cupa Continentală                 | Ostrava, Cehia            | 1   | 87,07 m |
| 2019 | Campionatul Mondial               | Doha, Qatar               | 23  | 79,23 m |
| 2022 | Campionatul European              | München, Germania         | 22  | 71,31 m |